# Hopliopsis mocquerysi
Hopliopsis mocquerysi är en skalbaggsart som beskrevs av Marc Lacroix 1998. Hopliopsis mocquerysi ingår i släktet Hopliopsis och familjen Melolonthidae. Inga underarter finns listade i Catalogue of Life.